# Dolmen de Saint-Hilaire
Le dolmen de Saint-Hilaire est un dolmen français situé à Saint-Priest-la-Plaine, près du lieu-dit Saint-Hilaire, dans le département de la Creuse.

## Historique
L'édifice a été fouillé puis restauré. Il est inscrit au titre des monuments historiques depuis le 27 février 1990.

## Description
Vers 1840, le propriétaire des lieux voulut enlever la table de couverture pour réaliser une meule de moulin mais finalement, bien qu'elle demeura bien en place, l'architecture générale du monument fut modifiée. Il s'agit d'un dolmen à architecture complexe qui comportait un couloir d'accès.

## Matériel funéraire
Le matériel funéraire se compose d'un matériel lithique en silex blond, dont une hache polie, et de tessons de céramique, dont un gobelet à fond rond. L'utilisation du dolmen s'étale probablement du Néolithique moyen au Néolithique final.